# The Singles (álbum de Lady Gaga)
The Singles —en español: Los sencillos— es el primer álbum recopilatorio (o caja recopilatoria) de la cantante estadounidense Lady Gaga, lanzado el 7 de diciembre de 2010. El box set se compone de nueve CD, de los cuales 8 son de los sencillos publicados por Gaga correspondientes a los álbumes The Fame y The Fame Monster, mientras que el otro CD contiene las pistas del EP The Cherrytree Sessions y el sencillo promocional «Christmas Tree».
Para la producción de The Singles fueron escogidos distintas mezclas de productores musicales como Trevor Simpson, Space Cowboy, Guéna LG, Chew Fu, Bimbo Jones, Alphabeat y Dave Audé. El box set en un principio era una edición especial de sólo cinco mil copias exclusivas para Japón, pero luego fue lanzado en otros países. La portada del álbum muestra a Gaga semidesnuda con una falda de látex y un gorro de tipo policial. Dicha fotografía es en blanco y negro y pertenece a la sesión fotográfica del EP The Fame Monster.

## Lista de canciones
- Edición estándar[1]

| CD 1 — «Just Dance» |                                     |          |  |
| N.º                 | Título                              | Duración |  |
| 1.                  | «Just Dance» (con Colby O'Donis)    | 04:02    |  |
| 2.                  | «Just Dance» (Trevor Simpson Remix) | 07:20    |  |

| CD 2 — «Poker Face» |                                      |          |  |
| N.º                 | Título                               | Duración |  |
| 1.                  | «Poker Face»                         | 04:02    |  |
| 2.                  | «Poker Face» (LLG Vs. GLG Radio Mix) | 04:06    |  |

| CD 3 — «Eh, Eh (Nothing Else I Can Say)» |                                   |          |  |
| N.º                                      | Título                            | Duración |  |
| 1.                                       | «Eh, Eh (Nothing Else I Can Say)» | 02:57    |  |
| 2.                                       | «Poker Face» (Space Cowboy Remix) | 04:54    |  |

| CD 4 — «LoveGame» |                                   |          |  |
| N.º               | Título                            | Duración |  |
| 1.                | «LoveGame»                        | 03:33    |  |
| 2.                | «LoveGame» (Robots to Mars Remix) | 03:13    |  |

| CD 5 — «Paparazzi» |                                              |          |  |
| N.º                | Título                                       | Duración |  |
| 1.                 | «Paparazzi»                                  | 03:29    |  |
| 2.                 | «Paparazzi» (Chew Fu Ghettohouse Radio Edit) | 03:48    |  |

| CD 6 — «Bad Romance» |                                         |          |  |
| N.º                  | Título                                  | Duración |  |
| 1.                   | «Bad Romance»                           | 04:54    |  |
| 2.                   | «Bad Romance» (Bimbo Jones Radio Remix) | 03:58    |  |

| CD 7 — «Telephone» |                                    |          |  |
| N.º                | Título                             | Duración |  |
| 1.                 | «Telephone» (con Beyoncé)          | 03:40    |  |
| 2.                 | «Telephone» (Alphabeat Remix Edit) | 04:51    |  |

| CD 8 — «Alejandro» |                                     |          |  |
| N.º                | Título                              | Duración |  |
| 1.                 | «Alejandro»                         | 04:34    |  |
| 2.                 | «Alejandro» (Dave Audé Radio Remix) | 03:51    |  |

| CD 9 — The Cherrytree Sessions - «Christmas Tree» |                                                                                  |          |  |
| N.º                                               | Título                                                                           | Duración |  |
| 1.                                                | «Poker Face» (versión acústica)                                                  | 03:38    |  |
| 2.                                                | «Just Dance» (versión reducida)                                                  | 02:05    |  |
| 3.                                                | «Eh, Eh (Nothing Else I Can Say)» (versión de piano eléctrico y beat box humano) | 03:33    |  |
| 4.                                                | «Christmas Tree» (con Space Cowboy)                                              | 02:22    |  |

## Posicionamiento en listas

### Semanales
| Japón | Japanese Albums Chart | 166 |

## Historial de lanzamientos
| País           | Fecha                   | Formato | Ref.                    |
| -------------- | ----------------------- | ------- | ----------------------- |
| Estados Unidos | 7 de diciembre de 2010  | Box Set |                         |
| Japón          | 8 de diciembre de 2010  | Box Set | [ 1 ] [ 4 ] [ 5 ] [ 6 ] |
| Alemania       | 14 de diciembre de 2010 | Box Set |                         |
| Francia        | 14 de diciembre de 2010 | Box Set |                         |
| Reino Unido    | 14 de diciembre de 2010 | Box Set |                         |

## Créditos
| - Lady Gaga: voz, compositora y coproductora. - RedOne: coescritor, productor, instrumentación y coros. - Martín Kierszenbaum: coescritor, productor y mezcla. - Rob Fusari: coescritor y productor. - Darkchild: coescritor y productor. - Beyoncé: coescritora y voz. - Robert Orton: mezcla. | - Space Cowboy: coescritor, coproductor y mezcla. - Trevor Simpson: mezcla y producción adicional. - Guéna LG: mezcla y producción adicional. - Chew Fu: mezcla y producción adicional. - Bimbo Jones: mezcla y producción adicional. - Alphabeat: mezcla y producción adicional. - Dave Audé: mezcla y producción adicional. |

Fuente: Discogs.